# Aeroporto Internazionale di Narita

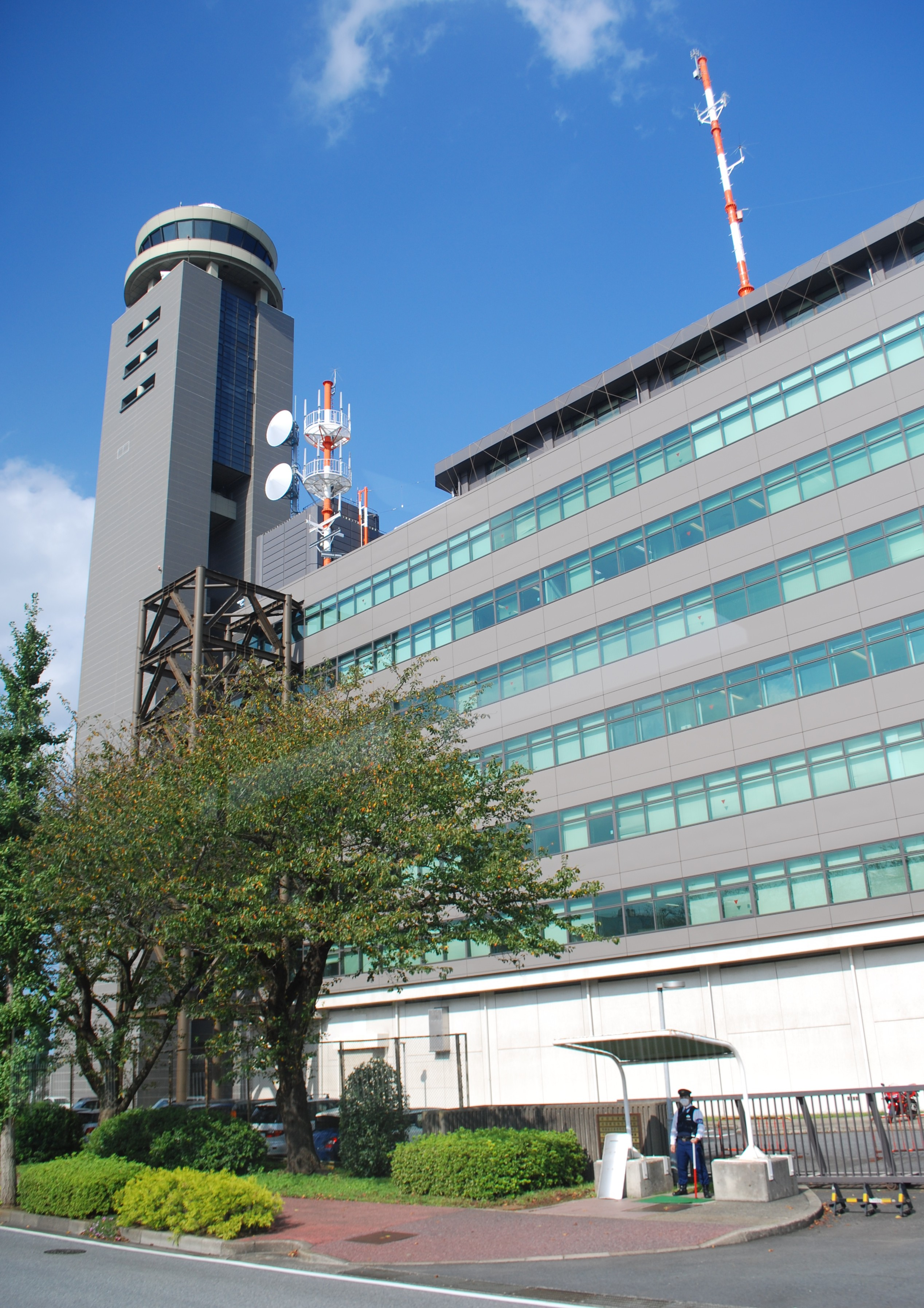
Torre di controllo

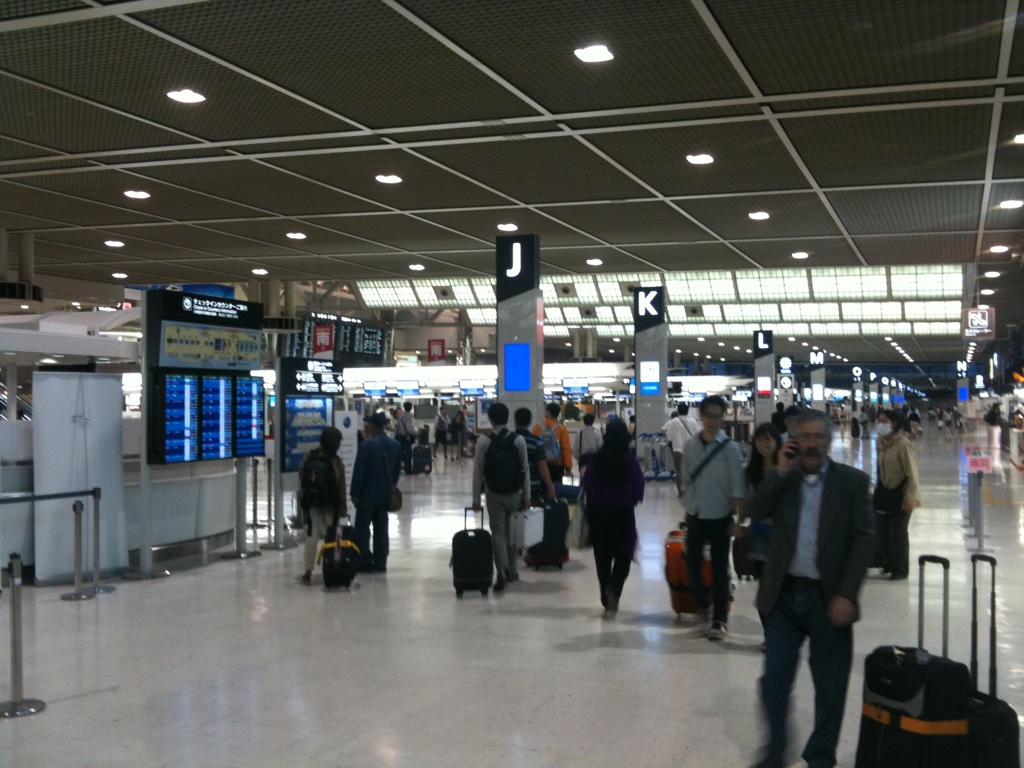
Il terminal 2

L'Aeroporto Internazionale di Narita (IATA: NRT, ICAO: RJAA) (成田国際空港?, Narita Kokusai Kūkō) è un aeroporto situato a Narita (Chiba, Giappone) e serve principalmente Tokyo. Fino al 2004, era conosciuto come New Tokyo International Airport (新東京国際空港?, Shin-Tōkyō Kokusai Kūkō).

## Collegamenti

### Ferrovie
L'Aeroporto Narita è collegato con Tokyo e altre città da due compagnie ferroviarie, JR East e le Ferrovie Keisei tramite due stazioni, una per ciascuno dei due terminal dello scalo.
- JR East
  - Narita Express servizio di classe alta, generalmente senza fermate intermedie fra Tokyo e l'aeroporto. Essendo un Espresso limitato è necessario pagare un sovrapprezzo per l'utilizzo del treno. Tempi di percorrenza di 55-59 minuti da Tokyo e prezzo in classe standard di 2 940 ¥.
  - Airport Narita servizio rapido di tipo suburbano con circa 15 fermate fra Tokyo e l'aeroporto e circa 80 minuti di tempo richiesto e prezzo in classe standard di 1 280 ¥.
- Ferrovie Keisei
  - Skyliner è il servizio più veloce fra l'aeroporto e la linea Yamanote. Il treno richiede 35 minuti fra l'aeroporto e la stazione di Nippori e altri 5 minuti per raggiungere la stazione di Keisei Ueno. Il costo è di 2 400 ¥ in classe standard.
  - City Liner è il nuovo nome dato al precedente Skyliner, prima dell'apertura della nuova linea ferroviaria. Il treno percorre una linea più lenta e ferma a Narita e Funabashi. Il costo è di 1920 ¥.
  - Morning Liner e Evening Liner sono treni diretti a Tokyo la mattina e all'aeroporto la sera, con fermate ad Aoto, Sakura e Yachiyodai per servire i pendolari. Il costo è di 1400 ¥.
  - Access Express è un treno suburbano che ferma a molte stazioni prima di entrare nella linea Sky Access. Il costo è di 1 200 ¥
  - Espresso Limitato per l'aeroporto, è il treno più economico ma anche il più lento. Richiede 70-75 minuti dall'aeroporto a Nippori e altri 10 per raggiungere Ueno. La tariffa è di 1 000 ¥.

### Autobus
L'aeroporto è inoltre collegato alla capitale ed a varie altre località da una vasta rete di autobus urbani ed extraurbani.

## Statistiche
Questo grafico non è disponibile a causa di un problema tecnico.
Si prega di non rimuoverlo.
Vedi la query Wikidata di origine.